# 马里兰州殖民协会

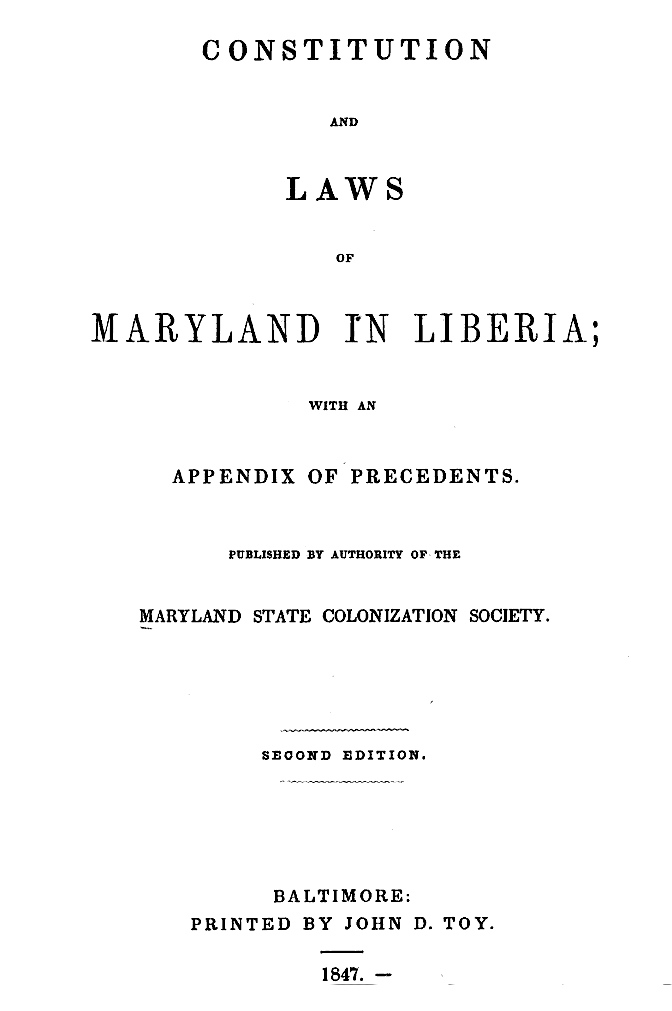
马里兰州殖民协会于1847年出版的《利比里亚马里兰宪法和法律》。

马里兰州殖民协会（英語：Maryland State Colonization Society）是美国殖民协会在马里兰州的分支。美国殖民协会成立于1816年，旨在将自由的非裔美国人送回非洲，在许多南方人看来，那里更为自由。美国殖民协会于1821年—1822年协助建立利比里亚殖民地，作为自由黑人的安置之地。
1836年，马里兰州殖民协会在西非建立“非洲马里兰殖民地”；1854年，成立马里兰共和国；1857年，马里兰共和国并入利比里亚。
该协会的目标是“作为奴隶制的一种补救方式”，使得“奴隶制将在各相关方完全同意的情况下于该州终结”。随着1865年联邦在美国内战中取得最终胜利，马里兰州的奴隶制也宣告结束。